# 丹羽庭
丹羽 庭（たんば にわ、1986年8月14日 - ）は、日本の漫画家。女性。

## 来歴
2009年、丹羽麻里子名義で応募した『NO MAN IS AN ISLAND』が、アフタヌーン四季賞春のコンテストで四季大賞を受賞。
2012年9月、『月刊コミックブレイド』（マッグガーデン）11月号より『とべっ!!LUCK★ROCK★GIRL』の連載を開始し、2013年に終了。2014年8月、『週刊ビッグコミックスピリッツ』（小学館）にて、同誌史上初となる新連載5作品が同時に開始され、その1作として丹羽も隠れ特撮オタクのOLの日常を描いた『トクサツガガガ』を開始させる。同作は2019年1月にテレビドラマ化され、2020年に完結。2022年8月より、同誌39号にて地下アイドルと坊主を描いたコメディ『生きてるうちに推してくれ』の連載を開始。

## 作品リスト

### 連載
- とべっ!!LUCK★ROCK★GIRL（『月刊コミックブレイド』2012年11月号[2] - 2013年11月号、全2巻）
- トクサツガガガ（『週刊ビッグコミックスピリッツ』2014年37・38合併号[4] - 2020年24・25合併号[6]、全20巻）
- 生きてるうちに推してくれ（『週刊ビッグコミックスピリッツ』2022年39号[7] - 2023年51号[8]、全4巻）

### 読み切り
- こちら宇宙人調査隊（『週刊ビッグコミックスピリッツ』2020年50号[9]）
- カンダタの祈り（『月刊!スピリッツ』2021年4月号 - 5月号[10]） - 前後編[10]
- 非実在調査株式会社（『週刊ビッグコミックスピリッツ』2022年18号[11]）
- 今も未来も変わらない（『いろんな私が本当の私』収録[12]、2023年） - 「長嶋有漫画化計画」第2弾作品[12]
- 不幸TVショー（『週刊ビッグコミックスピリッツ』2024年19号[13]）

### アンソロジー
- 『ああっ女神さまっ』公式アンソロジー『おかわりっ!! めがみさまっ!!』（2013年8月23日発売[14]、講談社）

### その他
- 闘牛戦士ワイドー（キャラクターデザイン、2018年[1]）

### 対談・寄稿など
- 『トクサツガガガ』に関連する対談など
- 『じみへん』最終回感謝企画「じみへん時代」（『週刊ビッグコミックスピリッツ』2015年37・38合併号[15]） - 同作ファンの漫画家としてイラストとコメント寄稿[15]
- 熊本地震復興企画ラッピング列車「がんばれクマモト！マンガよせがきトレイン」（2017年4月15日） - 参加[16]
- 『コロコロコミック』創刊40周年記念特集（『コロコロアニキ』8号[17]） - トリビュート企画参加[17]
- Perfume特集（『週刊ビッグコミックスピリッツ』2017年40号[18]） - Perfumeの描きおろしイラスト[18]
- 映画『大怪獣のあとしまつ』（2022年1月[19]） - コメント寄稿[19]